# Autotomi
Autotomi i biologi er den egenskab hos nogle dyr, der gør, at de kan afstøde en legemsdel.
Ofte vil den adskilte del ligge og bevæge sig, så dyret kan udnytte fjendens forvirring til at stikke af. Egenskaben ses bl.a. hos firben, stankelben, søstjerner, krabber og mejere.
Visse arter af blæksprutter benytter sig af autotomi som en del af reproduktion, idet hannen kan afstøde en del af en tentakel, indeholdende en spermatofor, der efterfølgende kan sætte sig fast i hunnen og tjene til dels at befrugte hende, dels at forhindre andre hanner i at befrugte samme hun.
| Anatomi | Spire Denne artikel om anatomi er en spire som bør udbygges. Du er velkommen til at hjælpe Wikipedia ved at udvide den. |